# 뤼돌프 판 쾰런
뤼돌프 판 쾰런(네덜란드어: Ludolph van Ceulen [fɑn ˈkøːlən], 독일어: Ludolph van Ceulen 루돌프 판 코일렌[*] [fan ˈkɔʏlən],  1540년 1월 28일 ~ 1610년 12월 31일)은 독일 힐데스하임 태생 네덜란드의 수학자이다.

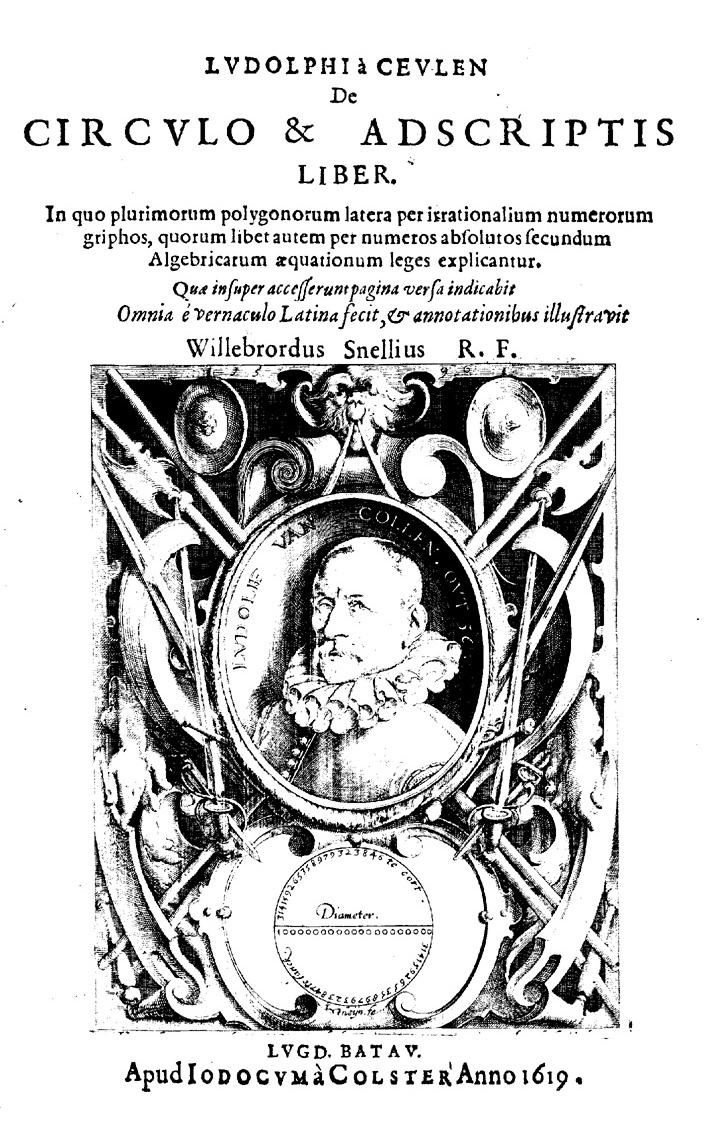
De circulo & adscriptis liber (1619)

## 생애
판 쾰런은 델프트에서 펜싱과 수학을 가르쳤다. 1594년에 그는 레이던에서 펜싱 학교를 개교했다. 1600년에는 그가 레이던 대학교의 첫 수학 교수로 임명되었다. 레이던에서 사망했다.

## 원주율 계산
판 쾰런은 자신의 삶의 대부분을 원주율의 값을 계산하는 데 보냈고, 700년 전 아르키메데스가 사용했던 방법과 본질적으로 같은 방법을 이용하여 계산했다. 그는 1596년 편찬한 책 《원에 대하여》(네덜란드어: Van den Circkel)에서 원주율을 20 자리까지 계산하였고, 나중에는 정 461경 1,686조 184억 2,738만 7,904각형의 둘레를 계산하는데 성공하여 35 자리 까지도 계산하였다. 레이던에 있는 판 쾰런의 묘비에는 그가 계산한 원주율의 자릿수
3.14159265358979323846264338327950288...
가 새겨져 있다. 묘비는 그의 사후 분실 되었으나 2000년에 복원되었다..